# Де Ланси, Джон
Джон де Ла́нси (англ. John de Lancie, род. 20 марта 1948, Филадельфия, Пенсильвания) — американский стендап комедиант, актёр, режиссёр, продюсер, писатель, певец и музыкант. Наиболее известен по роли Кью в телесериалах «Звёздный путь: Следующее поколение», «Звёздный путь: Глубокий космос 9» и «Звёздный путь: Вояджер», и Дискорда в мультсериале «Дружба — это чудо». Также заметными являются его роли в таких культовых телесериалах, как «Звёздные врата: SG-1» (Фрэнк Симмонс) и «Во все тяжкие» (Дональд Марголис).

## Ранние годы
Джонатан де Ланси родился Филадельфии, штат Пенсильвания, в семье гобоиста Филадельфийского оркестра (с 1954 по 1977 год) Джона де Ланси (1921—2002) и его жены Андреа де Ланси.

## Карьера

### Как актёр

#### «Звёздный путь»
Де Ланси исполнил второстепенную роль Кью в нескольких частях франшизы «Звёздный путь». Кью является одним из немногих персонажей, появляющихся в нескольких телесериалах франшизы:
- «Звёздный путь: Следующее поколение»: 8 эпизодов («Encounter at Farpoint», «Hide and Q», «Q Who», «Deja Q», «Qpid», «True Q», «Tapestry», «All Good Things…»)
- «Звёздный путь: Глубокий космос 9»: 1 эпизод («Q-Less»)
- «Звёздный путь: Вояджер»: 3 эпизода («Death Wish», «The Q and the Grey», «Q2»)
- «Звёздный путь: Нижние палубы»: 1 эпизод («Veritas», озвучка)
- «Звёздный путь: Пикар»: 9 эпизодов («The Star Gazer», «Penance», «Assimilation», «Watcher», «Fly Me to the Moon», «Two of One», «Mercy», «Farewell», «The Last Generation»)
- «Звёздный путь: Странные новые миры»: 1 эпизод («Death Wish», в титрах указан как «отец свадебного организатора», озвучка)

Сын Де Ланси — Киган де Ланси — снялся вместе с отцом в роли сына Кью в эпизоде «Q2» «Звёздного пути: Вояджер».

#### Кино
Имя де Ланси появилось в титрах таких фильмов, как «Рука, качающая колыбель», «Напряги извилины снова», «Король-рыбак», «Дурное влияние», «Луковое поле», «Как преуспеть в делах», «Бесстрашный», «Аркада», «Множество», «Женщина сверху», Николас, «Спросите Синди», «Успех», «Патология», «Эволвер», «Опустевший город», «Мой апокалипсис», «Адреналин», «Адреналин 2: Высокое напряжение» и «Везучий пес».

#### Другие телевизионные роли
Кроме роли в «Звёздном пути» де Ланси появился во многих других сериалах. Он был популярен в роли Юджина в мыльной опере «Дни нашей жизни». Он также снялся в творении сценариста «Звёздного пути» Майкла Пиллера под названием «Легенда» и имел периодическую роль в телесериале «Звёздные врата: SG-1» (агент NID). Он также появился в роли доктора Дироя в трёх телевизионных фильмах «Критическое положение!». Кроме того де Ланси был приглашённым актёром в нескольких телесериалах, среди которых «Во все тяжкие», «Западное крыло», «Зачарованные», «Андромеда», «Отряд «Антитеррор»», «Секретный агент Макгайвер», «Закон и порядок: Лос-Анджелес», «Торчвуд», «Прикосновение ангела», «Миссия невыполнима» и «Охотники за нечистью». Голос де Ланси прозвучал в эпизоде «Experiment in Terra» телесериала «Звёздный крейсер Галактика».
Де Ланси озвучил персонажей мультсериалов, в том числе «Дак Доджерс», «Крутые бобры», «Макс Стил», «Дакмен», «Захватчик Зим». В культовом мультсериале «Дружба — это чудо» он озвучил Дискорда, духа хаоса, раздора и дисгармонии, который основан на образе Кью из «Звёздного пути».

#### Театр
Он был членом «Американского шекспировского театра», «Сиэтлской компании антрепризы», «Репертуара южного побережья», «Форума Марка Тапера» и театра «Старый Глобус» (где играл в пьесе Артура Миллера «Блюз воскрешения»). Де Ланси был актёром и режиссёром в компании под названием «Театральные работы Лос-Анджелеса», продюсером радио KCRW и NPR. Он появился в гастрольном проекте «Звёздном пути: Музыка» с Робертом Пикардо. Де Ланси и Пикардо рассказывали об оркестровом исполнении, объясняя происхождение музыки в «Звёздном пути». Де Ланси исполнил роль Пьера Кюри в спектакле Алана Алда «Сияние: Страсть Марии Кюри» в 2001 году в театре Лос-Анджелеса «Геффен».

#### Видео-игры
Де Ланси озвучил Антонио Малочио в Interstate ’76, Триаса в Planescape: Torment и Доктора Смерть в Outlaws. Он также озвучил Уильяма Майлса в Assassin’s Creed: Revelations и Assassin’s Creed III, Фитца Куадврангла в Quantum Conundrum, Аларака в StarCraft II: Legacy of the Void; он повторил свою роль Кью в пинболе Star Trek: The Next Generation, Star Trek: Borg и Star Trek: The Game Show. В 2023 году 30 октября был выпущен анонс нового играбельного персонажа Dota 2 по имени Ringmaster, которого озвучил Джон Де Ланси.

### Как писатель
Де Ланси в сотрудничестве с Питером Дэвидом написал роман «Я, Кью» по вселенной Звёздного пути, а в соавторстве с Томом Кулом он написал книгу «Воин света». Для DC Comics он написал рассказ «Подарок».

### Как музыкант
В сентябре 2019 года де Ланси принял участие в концертах нидерландского прог-проекта Ayreon «Electric Castle Live & Other Tales», где исполнил роль инопланетянина по имени «Вечный-со-Звёзд» (Forever of the Stars).

## Личная жизнь
С Марни Мосиман (род. 6 марта 1951) у де Ланси есть двое сыновей: Киган де Ланси (род. 31 октября 1984) и Оуэн де Ланси (род. 16 мая 1987). Атеист.